# 미트라 전례서
〈미트라 전례서(Mithras Liturgy)〉는 《그리스 마법 파피루스》라는 파피루스 컬렉션에 속한 《대마법서》라고도 불리는 코덱스 속에 들어있는 일련의 텍스트에 대해 붙여진 이름이다. 이 코덱스의 번호명은 PGM IV이며 〈미트라 전례서〉는 이 코덱스의 475~834행에 해당한다. 이 텍스트는 최초 번역자인 알브레흐트 디테리히(Albrecht Dieterich)에 의해 "미트라 전례서"라고 명명되었는데, 그 이유는 이 텍스트 속에서 부르고 있는 신의 이름들 중 하나가 "헬리오스 미트라(Ἥλιοϲ Μίθραϲ)"이기 때문이다. 그러나 "미트라 전례서"라는 이름과는 달리, 이 텍스트는 혼합주의의 산물로 미트라교와는 아무런 관련이 없다는 것이 현시대의 학자들의 일반적인 견해이다.
1857년에 프랑스 국립도서관에서 〈미트라 전례서〉를 포함하고 있는 코덱스를 취득하였으며, 이 코덱스에 부여된 도서 번호는 "Paris Bibliothèque Nationale Suppl. gr. 574 (파리의 프랑스 국립도서관 Suppl. gr. 574)"이다. 이 코덱스의 연대는 기원후 4세기 초로 추정되고 있다. 최초 편집자인 알브레흐트 디테리히는 〈미트라 전례서〉가 작성된 원래 연대를 기원후 100~150년으로 추정하고 있다.